# Quei figuri di tanti anni fa
-Se 'nfracetaje»
(Il Barone e Luigi Poveretti)
(il Delegato della polizia a don Gennaro Fierro)
Quei figuri di tanti anni fa è una ripresa teleteatrale della commedia Quei figuri di trent'anni fa, scritta da Eduardo De Filippo nel 1929.
La ripresa è presente in due diverse edizioni: in Sei telefilm da sei atti unici del 1956 e in Il teatro di Eduardo. Quarto ciclo. 1977-81 del 1978.
Si tratta di un atto unico del teatro di Eduardo, caratterizzato da alcune influenze del genere farsesco, con una durata complessiva di circa un'ora.

## Trama
L'atto unico, ambientato nella Napoli del 1929, racconta una serata nel "Circolo della caccia", nome fittizio che serve da copertura per una casa da gioco clandestina, gestita da don Gennaro Fierro (detto "punto e virgola"; soprannome, questo, affibbiatogli "affettuosamente dai compagni di galera"). Gennaro Fierro è il fidanzato di Peppinella (da lui chiamata "Sciù Sciù"), una donna che vive, insieme alla madre Assunta (la "marchesa madre"), nella casa del Circolo. Filomena è la cameriera del Circolo che lavora al servizio delle due donne, ed è disperata per i modi rozzi con cui viene trattata. Mentre fervono i preparativi per una serata di gioco, arrivano Don Gennaro Fierro (capo del Circolo) e un altro uomo, Luigi Poveretti. Quest'ultimo viene istruito dal gestore del "circolo" per fare il nuovo "palo", per aiutarlo, cioè, a vincere passandogli opportunamente le carte, sollecitato da determinati segni concordati tra i due. Altro personaggio importante nella bisca è "il Barone", che aiuta nella gestione del Circolo ma che ha soprattutto, il compito di trovare giocatori inesperti da utilizzare come "polli da spennare". Uno di questi è l'avvocato Peppino Fattibene, che durante la suddetta serata viene portato al Circolo proprio dal Barone.
La casa da gioco è frequentata anche da altri personaggi, alcuni dei quali pregiudicati e latitanti. Uno di essi è Scuppetella, pregiudicato per furto. Un altro è Scamuso, latitante e ricercato per aver ucciso sua moglie. Sono amici, anche se il loro rapporto è caratterizzato da una forte rivalità nel gioco d'azzardo. Quando il gruppo dei giocatori è completo, con l'arrivo di Barbarella ("dama di compagnia" di Assunta la marchesa madre), di Giovannino (giocatore incallito, rovinato dai debiti) e di Riccardo (amico di Giovannino e fidanzato della sorella di quest'ultimo, Emilia), si può cominciare il gioco.
Due sorelle, Rosetta e Rafilina (rispettivamente, la baronessina Rosy e la contessina Fifì), hanno il compito di far cadere le inibizioni dell'avvocato Fattibene, allo scopo di fargli effettuare puntate alte al gioco. Luigi Poveretti, che nel frattempo ha fatto conoscenza con l'avvocato, il tutto condito da una serie di comici equivoci, mostra di non essere assolutamente all'altezza del compito assegnatogli e mette in difficoltà Don Gennaro, il quale, ogni tanto, lo trascina con sé in bagno per punirlo a furia di schiaffi. Don Gennaro Fierro e il Barone che sono i gestori del Circolo, a causa dell'incapacità e ingenuità del nuovo "palo", perdono una serie di "mano" al gioco, arricchendo soprattutto l'avvocato Peppino Fattibene, il quale è costantemente ignaro che si tratti solo di una sala da gioco clandestina.
All'improvviso, giunge nella casa da gioco Emilia, sorella di Giovannino, la quale lancia accuse pesanti contro Don Gennaro Fierro e tutti gli altri giocatori presenti, suscitando anche l'ilarità dell'avvocato Fattibene. Mentre il litigio è al culmine, arriva la notizia, tramite tre fischi consecutivi di un complice, denominato "gallo", che sta di guardia all'angolo della strada dove è collocata la sala da gioco clandestina, che sta arrivando la polizia. Immediatamente Fierro e i suoi aiutanti iniziano a trasformare la sala da gioco in un innocuo salone, nascondendo le fiche e il denaro in una fioriera, rendendo un quadro raffigurante un'immagine sacra quello che, in realtà, è il tavolo da gioco, e sostituendo i lampadari e altre parti dell'arredamento in modo da rendere l'ambiente meno sospetto. Inoltre, il latitante Scamuso viene nascosto dietro un quadro. Della situazione di agitazione e panico che si è venuta a creare, sono completamente ignari solo il povero "palo" Luigi Poveretti e l'avvocato Fattibene, il quale crede che si tratti solo di una sceneggiata a mo' di scherzo, messa in atto dai soci del circolo, per fare una sorpresa per l'arrivo dei nuovi soci, che altro non sono che le forze dell'ordine.
All'arrivo della polizia, guidata da un severo Delegato, non ci vuole molto a smascherare la bisca, grazie unicamente alle rivelazioni degli unici due inconsapevoli della situazione. Ben presto tutta la comitiva, ad eccezione di Giovannino, che la sorella riesce a trascinare via grazie alla benevolenza del Delegato, viene trasportata al commissariato, nella scena che chiude l'atto unico.

## Curiosità
- La musica della versione televisiva del 1978 è una musica dell'800 riadattata dallo stesso Eduardo e da Nino Rota[6]
- Al "palo" Luigi Poveretti è affidata la responsabilità di un mazzo di carte, 'o mazzone, dal quale estrarre le carte in base a segni concordati con don Gennaro.

(I segni convenzionali spiegati da don Gennaro al "palo", Luigi Poveretti)